# 東方大丸太鼓橋
東方大丸太鼓橋（ひがしかたおおまるたいこばし）は、宮崎県小林市東方にある宮崎県内に現存する最古の石橋。宮崎県の有形文化財に指定されている。
この橋は水路橋で元は木造樋で通水していたが、洪水が起こる度に補修が必要となり、また人馬は樋を渡ることが出来ないため、上流の吊り橋を通行しなければならずとても危険だったと言われている。
江戸時代末期の弘化4年（1847年）に薩摩国加治木の豪商森山新蔵が私財を投じて東方大丸一帯の開田に尽力した時に竣工させ、この橋の開通によって大丸新田の用水と交通の便は画期的に良くなった。
橋の完成後、森山新蔵は大丸開田や鹿児島藩の財政再建に貢献した功績によって武士に取り立てられ、西郷隆盛、大久保利通など幕末に活躍した多くの鹿児島藩士を資金面で助けた。